# Peleset

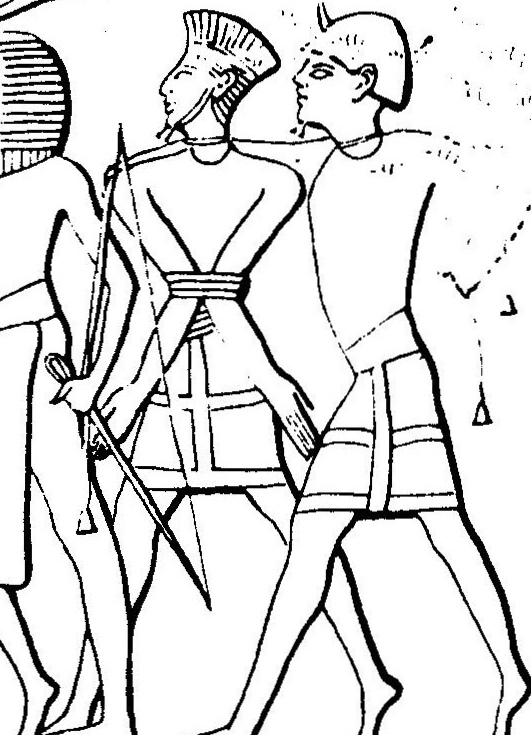
Un prisionero Peleset y otro Sherden guiados por un soldado egipcio bajo el mando de Ramsés III, templo de Medinet Habu

Los peleset (en egipcio: pwrꜣsꜣtj) o pulasati son un pueblo que aparece en registros fragmentarios históricos e iconográficos del antiguo Egipto del Mediterráneo oriental hacia finales del segundo milenio a. C. Se plantea la hipótesis de que fueron uno de los varios grupos étnicos que componían los pueblos del mar invasores. Hoy en día, los historiadores generalmente identifican a los peleset con los filisteos.

## Registros
Existen muy pocos registros documentales, tanto de los peleset como de los otros grupos considerados pueblos del mar. Un grupo registrado como participantes en la batalla del Delta fueron los Peleset; después de ese momento, los "pueblos del mar" en su conjunto desaparecen de los registros históricos, y los peleset no son una excepción. La evidencia arqueológica apoya la existencia de una migración de peleset/filisteos desde el mar Egeo hacia el sur del Levante Mediterráneo. 
Las cinco fuentes conocidas son las siguientes:
- ca. 1150 a. C.: Templo funerario de Ramsés III: registra un pueblo llamado P-r-s-t (convencionalmente Peleset) entre aquellos que lucharon contra Egipto durante el reinado de Ramsés III. [2] [3]
- ca. 1150 a. C.: Papiro Harris I: "Extendí todos los límites de Egipto; derroqué a quienes los invadieron desde sus tierras. Maté a los Denyen en sus islas, los Thekel y los Peleset (Pw-rs-ty) quedaron reducidos a cenizas". [4] [5]
- ca. 1150 a. C.: Estela retórica de Ramsés III, Capilla C, Deir el-Medina.
- ca. 1000 a. C.: Onomasticon de Amenope: "Sherden, Tjekker, Peleset, Khurma".  [5]
- ca. 900 a. C.: Estatua de Padiiset, inscripción: "enviado – Canaán – Peleset". [6]

En algunas traducciones de la Biblia hebrea (Éxodo 15:14), la palabra Palaset se utiliza para describir a los filisteos o a Palestina.   En la versión de la Biblia del rey Jacobo (King James Bible), se traduce como Palestina. 

## Identidad y orígenes

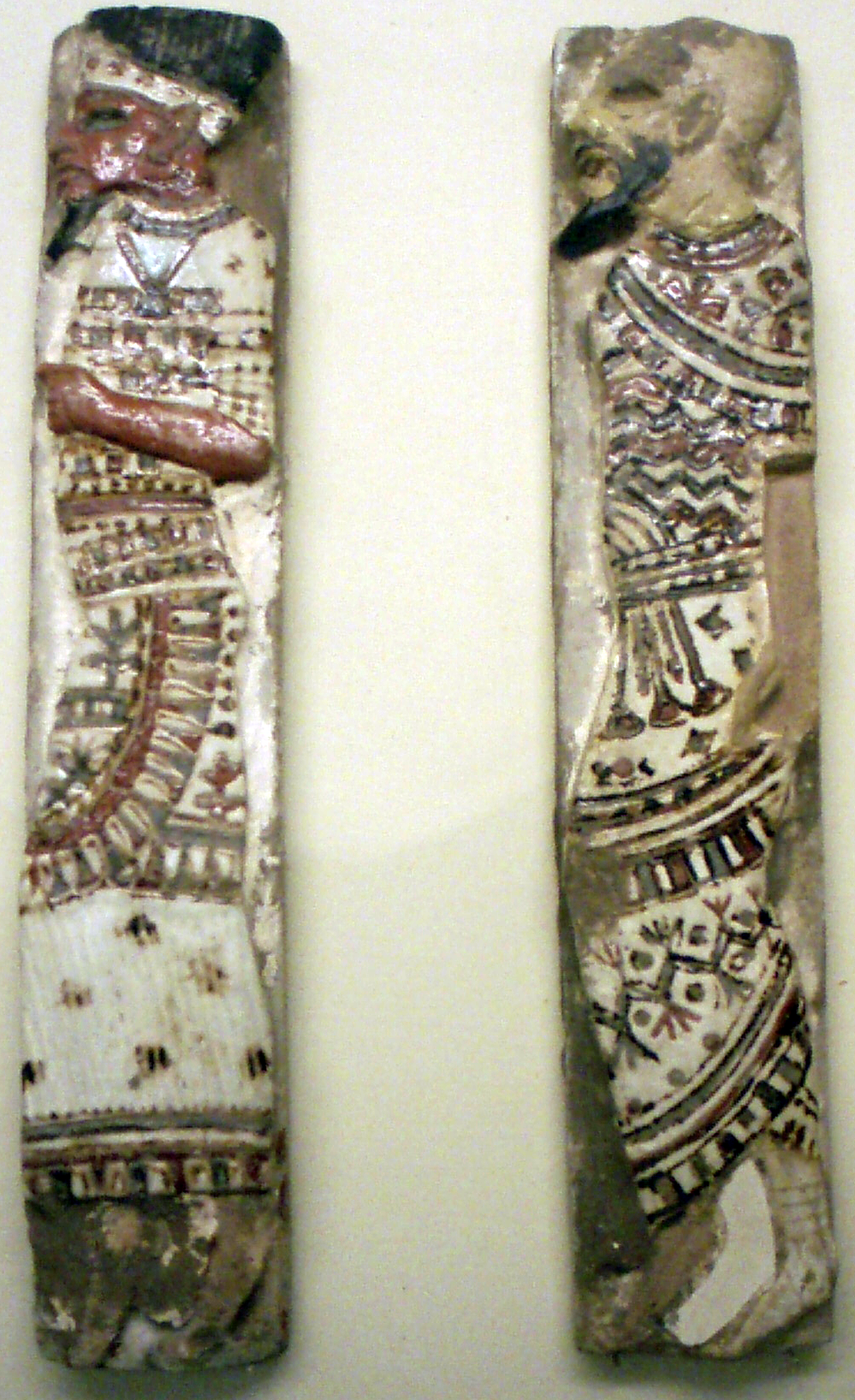
Un "azulejo de prisionero" de Ramsés III que representa a un peleset (izquierda) y a un amorreo (derecha)

Historiadores actuales en generalmente identifican a los peleset con los filisteos, o más bien, viceversa.  Los orígenes de los peleset, como los de gran parte de los pueblos del mar, no son objeto de un consenso universal; dicho lo anterior, los estudiosos generalmente han concluido que la mayor parte de los clanes se originaron en la gran zona del sur de Europa, incluyendo Asia Menor occidental, el Egeo y las islas del Mediterráneo.  Los clanes de los pueblos del mar también han sido identificados con variadas entidades políticas mediterráneas, con diferente aceptación: los Ekwesh con los aqueos, los Denyen con los Danaans, los Lukka con los licios, los Shekelesh con los sicelos, los Sherden con los sardos, entre otros.
Fuentes más antiguas a veces identifican a los Peleset con los pelasgos. Sin embargo, esta identificación presenta numerosas problemáticas y los estudiosos modernos suelen ignorarla. Una cuestión importante son las dificultades etimológicas de que la "g" de "pelasgos" se convierta en una "t" en la traducción egipcia, especialmente porque el endónimo filisteo ya correspondía a la forma P-L-S-T y, por lo tanto, no requería tal modificación para ser traducido como Peleset al idioma egipcio. 
El historiador Jan Dressen ha propuesto que el nombre peleset debería identificarse como un etnónimo de los habitantes de la ciudad de Pyla, en la Edad del Bronce, en Chipre, para lo cual reconstruye una lectura lineal B como *pu-ra-wa-tu/Pyla-wastu. Dressen sugiere que la migración peleset al Levante podría estar vinculada con la ocupación y abandono de Pyla, que ocurrió alrededor del lapso de tiempo descrito por los relieves de Medinet Habu. 